# Värnhemsskolan
Värnhemskolan är en gymnasieskola i Malmö med cirka 1300 elever och som ägs av Malmö stad. Skolan är belägen i centrala Malmö.

## Historia
Byggnaden uppfördes under 1950-talet såsom yrkesskola  på två obebyggda tomter i Rörsjöstaden; mellan Celsiusgatan och Exercisgatan, genombrutna av Bellmansgatan.
Malmö yrkesutbildning har haft en föregångare med olika namn: Söndagsskolan 1831–41, Borgarskolan 1841–53, Malmö tekniska söndags- och aftonskola 1853–77, Malmö tekniska afton- och söndagsskola 1877–96, Tekniska Yrkesskolan i Malmö 1896–1919 (skolan var 1853–1919 underställd Tekniska Elementarskolan i Malmö), Malmö stads lärlings- och yrkesskolor 1919–29, Malmö stads skolor för yrkesundervisning 1929–56 och Malmö stads yrkesskolor 1956–72.
På nittonhundranittiotalet, fram tills 2012, var skolan uppdelad i tre enheter: Celsiusgymnasiet, Frans Suells Gymnasium och Jörgen Kocksgymnasiet (numera Restaurangskolan). Alla tre namnen hade figurerat på tidigare skolor i staden.
År 2015 fick skolan Skolornas Fredspris av Emerichfonden för att ha tagit emot det största antalet nyanlända i Malmö.
I november 2016 stängdes skolan i två dagar efter ett beslut av Arbetsmarknads- gymnasie- och vuxenutbildningförvaltningen. Detta efter att en elev blivit skadad i ett slagsmål mellan två elevgrupperingar.
År 2016 serverade Restaurangsskolans elever på Nobelmiddagen.
2017 flyttade Malmö Komvux in på Värnhemsskolan. Byggnaden inhyser fortsatt kommunala restaurangskolan.